# Sala Senkayi

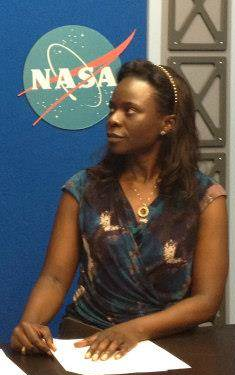
Sala Senkayi, 2013, während der Sendung "Converses with Students" zum Tag der Erde 2013 im Digital Learning Network (DLN) der NASA

Sala Nanyanzi Senkayi (* in Kampala, Uganda) ist eine ugandische Biologin. Sie ist Umweltwissenschaftlerin bei der US-Umweltschutzbehörde Environmental Protection Agency. Sie ist die erste Uganderin, die mit dem Presidential Early Career Award for Scientists and Engineers ausgezeichnet wurde.

## Kindheit und Studium
Senkayis Vater war Umweltwissenschaftler und arbeitete ab 1977 an der Texas A&M University als Forscher.
Sie erwarb einen Bachelor-Abschluss in Biomedizin an der Texas A&M University in College Station. Außerdem erwarb sie zwei Bachelor-Abschlüsse in Mikrobiologie und Biologie an der University of Texas at Arlington. Sie erwarb an derselben Universität einen Master (2010) und einen Doktorgrad (2012) in Umwelt- und Geowissenschaften. In ihrer Doktorarbeit untersuchte sie den Zusammenhang zwischen Leukämie bei Kindern und der Nähe zu Flughäfen in Texas. Sie fand heraus, dass Benzolemissionen ein Prädiktor für Leukämie bei Kindern sind. Während ihres Studiums besuchte Ronald Muwenda Mutebi II. von Buganda sie in Texas.

## Karriere
Senkayi arbeitet seit 2007 für die US-Umweltschutzbehörde Environmental Protection Agency (EPA). Sie arbeitet mit Kindern in Schulen und spricht mit ihnen über die Umwelt. Sie initiierte den Webcast EPA Converses with Students, eine Gelegenheit für Jugendliche, am Tag der Erde mit Wissenschaftlern zu sprechen, die sich mit dem Umweltschutz befassen.
Ihr Forschungsschwerpunkt liegt auf dem Schutz der Wasserqualität. Sie ist die Qualitätssicherungsbeauftragte der Abteilung Wasserqualität.
Im Jahr 2017 wurde Senkayi mit dem Presidential Early Career Award for Scientists and Engineers für ihre "transformative" Öffentlichkeitsarbeit und Forschung ausgezeichnet.